# Jakob Lange
Pour les articles homonymes, voir Lange.
Jakob Lange, né le 5 août 1995 à Flintsbach am Inn, est un coureur du combiné nordique allemand.
Il a remporté cinq médailles lors des championnats du monde junior de ski nordique entre 2013 à 2015. En 2017, il signe une quatrième place en coupe du monde ainsi qu'un podium par équipes lors du Grand Prix d'été. En novembre 2017, il annonce faire une pause dans sa carrière en raison d'une blessure. Il revient à la compétition l'été suivant lors du Grand Prix d'été.

## Biographie

### Débuts de carrière
Il dit avoir démarré le saut à ski car il était trop léger pour faire du ski de fond. En 2011, il remporte la médaille d'argent avec David Welde lors du team sprint du Festival olympique d'hiver 2011 de la jeunesse européenne. En décembre 2012, il débute en coupe continentale à Soldier Hollow de très bons résultats : une 10e, une 5e et une 4e place. Quelques semaines plus tard, il remporte avec ses coéquipiers la course de relais aux Championnats du monde junior de Liberec en 2013. 

### Arrivée en coupe du monde
Un mois plus tard, il fait ses débuts en Coupe du monde à Almaty où il se classe 33e,. En janvier 2016, il chute et se blesse à un genou lors d'une compétition à Seefeld,. En février 2017, il signe son meilleur résultat individuel en coupe du monde une quatrième place à Sapporo. Il échoue à deux secondes du podium derrière Mikko Kokslien. Lors du Grand Prix d'été 2017, il termine 3e avec Vinzenz Geiger du team sprint organisé à Oberwiesenthal. En novembre 2017, il met sa carrière entre parenthèses en raison de problèmes de santé. Il revient à la compétition lors du Grand Prix d'été.

### Vie personnelle
Il a terminé ses études en 2015. Il fait partie de l'Administration fédérale des douanes (de).

## Résultats

### Coupe du monde
- 1 podium par équipes mixte : 1 troisième place.

| Année     | Classement général final |
| 2013-2014 | 39e                      |
| 2014-2015 | 30e                      |
| 2015-2016 | 35e                      |
| 2016-2017 | 31e                      |
| 2018-2019 | 58e                      |
| 2019-2020 | 47e                      |
| 2020-2021 | 48e                      |
| 2021-2022 | -                        |
| 2022-2023 | 20e                      |

### Coupe continentale
| Année     | Classement général final |
| 2012-2013 | 7e                       |
| 2013-2014 | 43e                      |
| 2018-2019 | 5e                       |
| 2019-2020 | 1re                      |
| 2020-2021 | 6e                       |
| 2021-2022 | 1re                      |

### Grand prix d'été de combiné nordique
| Année | Classement général final |
| 2014  | 12e                      |
| 2015  | 20e                      |
| 2016  | 22e                      |
| 2017  | 36e                      |

### Championnats du monde junior
| Épreuve / Édition | Épreuve / Édition | Liberec 2013 | Val di Fiemme 2014 | Almaty 2015 |
| Gundersen (10 km) | Gundersen (10 km) | 9e           | 7e                 | 3e          |
| Gundersen (5 km)  | Gundersen (5 km)  | 10e          | 10e                | 2e          |
| Par équipe        | Par équipe        | 1re          | 2e                 | 2e          |

### Festival olympique de la jeunesse européenne
| Épreuve / Édition | Épreuve / Édition | Liberec 2011 |
| Gundersen         | Gundersen         | 14e          |
| Sprint par équipe | Sprint par équipe | 2e           |